# Flughafen Pueblo

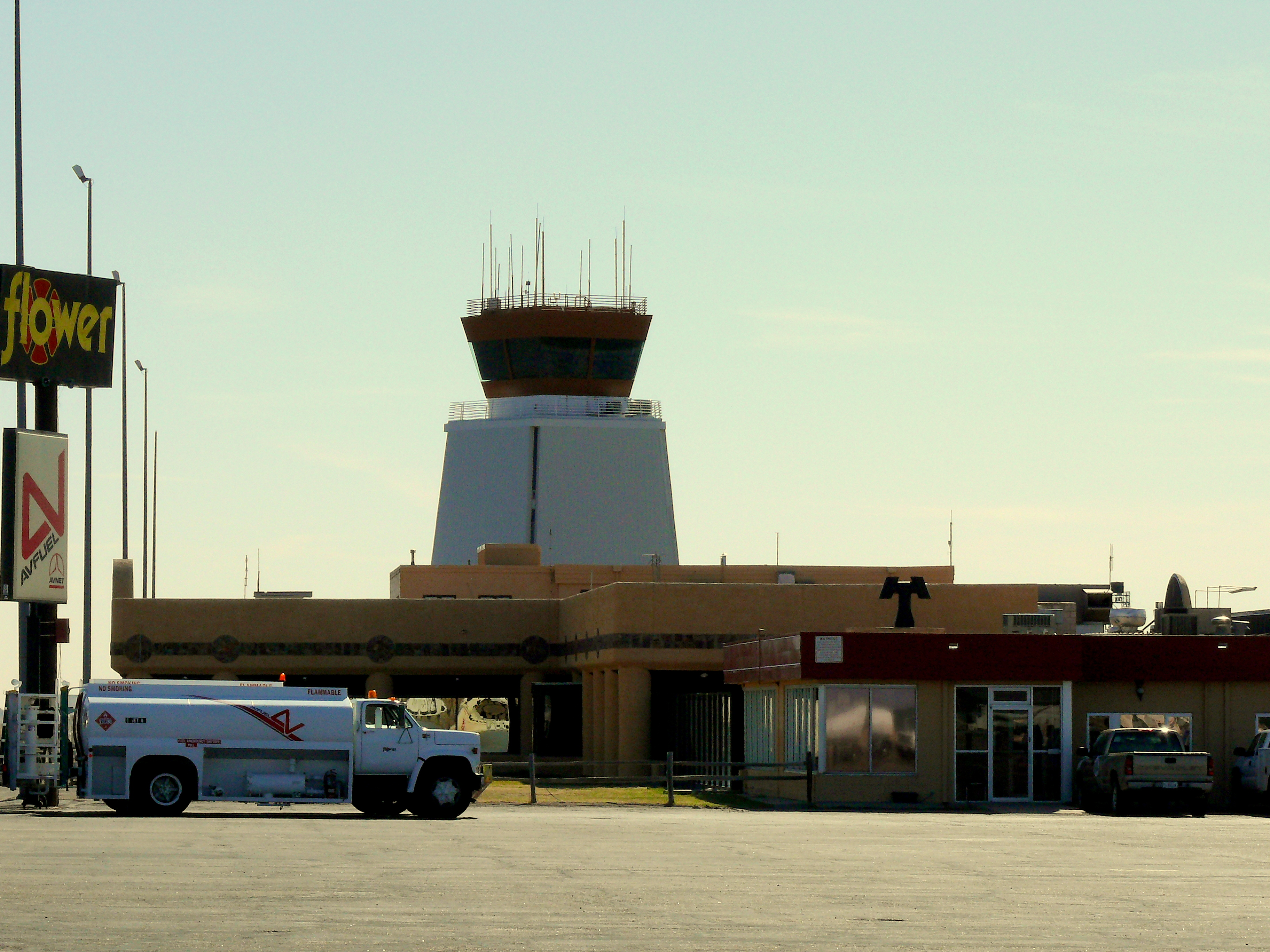

i7
i11
i13
Der Pueblo Memorial Airport (IATA-Code: PUB, ICAO-Code: KPUB) ist ein öffentlicher Flughafen auf 1441 m Seehöhe, 6 km südlich von Pueblo, Pueblo County, Colorado in den Vereinigten Staaten. Die Fläche des Flughafens beträgt 1567 ha. Er hat drei Asphaltpisten, welche 3200 m, 2533 m und 1148 m lang sind.
Im Jahre 1941 als Pueblo Army Air Base erbaut diente er als Flugschule für bereits erfahrene Piloten, um die Besatzungen der viermotorigen schweren Bomber B-17 Flying Fortress und B-24 Liberator auszubilden. Im Juli 1948 erwarb die Stadt die ehemalige Pueblo Army Air Base. Der neue städtische Flughafen wurde an diesem Standort sechs Meilen östlich der Stadt am 1. Juni 1954 eröffnet. Der erste kommerzielle Flug wurde durch ein Flugzeug von Frontier Airlines aus Denver durchgeführt. In den 1960er Jahren wurde die Haupt-Ost-West-Landebahn (08/26) von 6000 Fuß (1828 m) auf 10.000 Fuß (3048 m) verlängert, um Düsenflugzeuge aufzunehmen.

## Fluggesellschaften
Folgende Fluggesellschaften bedienten den Flughafen im Laufe seiner Geschichte:
| Fluggesellschaft              | von  | bis  | Flugzeugtypen                                                                                               | Quelle/Bemerkungen                                                    |
| ----------------------------- | ---- | ---- | --- | --------------------------------------------------------------------- |
| Colorado Airways              | 1926 | 1927 | Douglas M-2 (?)                                                                                             | nur Postflüge                                                         |
| Trans World Airlines          | 1930 | 1934 | Fokker F-10 Douglas DC-1                                                                                    | nur Postflüge                                                         |
| Mid-Continent Air Express     | 1931 | 1931 | Lockheed Model 12 Electra Junior, Lockheed Model 14 Super Electra, Lockheed Model 18 Lodestar, Douglas DC-3 | wurde von Western Air übernommen                                      |
| Western Air Express           | 1931 | 1934 | Fokker F-32                                                                                                 | [ 8 ]                                                                 |
| Varney Speed Lines            | 1934 | 1936 | Boeing 247                                                                                                  | wurde in Continental Air Lines umbenannt, später Continental Airlines |
| Continental Air Lines         | 1937 | 1963 | Convair 240 (1940er), Convair 340 (1950er), Vickers Viscount (1950er)                                       | [ 10 ]                                                                |
| Braniff International Airways | 1943 | 1952 | Douglas DC-3                                                                                                | [ 11 ]                                                                |

| Monarch Air Lines             | 1946 | 1949 | Douglas DC-3 | fusionierte zu Frontier Airlines |
| Braniff International Airways | 1953 | 1954 | Convair 340 (1950er), Convair 580 (1960er)                                                                               | [ 11 ]                           |
| Frontier Airlines             | 1951 | 1981 | Douglas DC-3 (1940er), Convair 340 (1950er), Convair 580 (1960er) Boeing 727-200 (1977–1981), Boeing 737-200 (1977–1981) | [ 13 ]                           |
| Air Midwest                   | 1967 | 1977 | Beechcraft 99 |                                  |
| Trans Central Airlines        | 1968 | 1970 | Cessna 402 | [ 14 ]                           |
| Rocky Mountain Airways        | 1979 | 1984 | de Havilland Canada DHC-6 Twin Otter-Flugzeugen                                                                          | [ 15 ] [ 16 ]                    |
| Rocky Mountain Airways        | 1983 | 1986 | de Havilland Canada DHC-6 Twin Otter-Flugzeugen                                                                          | [ 17 ]                           |
| Pioneer Airlines              | 1982 | 1983 | Fairchild Swearingen Metro                                                                                               | [ 18 ]                           |
| Continental Airlines          | 1982 | 1994 | Beechcraft 1900 | [ 19 ]                           |
| Trans World Airlines          | 1988 | 1992 | Boeing 737-200 | [ 20 ]                           |
| America West                  | 1989 | 1992 | Boeing 737-200 | [ 21 ]                           |
| GP Express Airlines           | 1994 | 1995 | Beechcraft 1900C, McDonnell Douglas MD-80                                                                                | [ 22 ] [ 23 ]                    |
| Mesa Airlines                 | 1998 | 1998 | Beechcraft 1900D |                                  |

| Great Lakes Airlines     | 1998 | 2002 | Beechcraft 1900D           |               |
| Great Lakes Airlines     | 2006 | 2014 | Beechcraft 1900D           | [ 24 ] [ 25 ] |
| Great Lakes Airlines     | 2015 | 2017 | Embraer EMB-120 Brasilia   |               |
| Allegiant Air            | 2010 | 2012 | McDonnell Douglas MD-80    | [ 26 ] [ 27 ] |
| SkyWest Airlines         | 2014 | 2015 | Embraer EMB-120 Brasilia   | [ 28 ]        |
| SkyWest Airlines         | 2017 | 2023 | Bombardier Canadair CRJ200 | [ 29 ]        |
| Southern Airways Express | 2023 |      | Beechcraft King Air 200    | [ 30 ]        |

## Flugbetrieb
Im Jahre 2021 wurden 9624 Passagiere befördert. Im Jahre 2018 haben 196.269 Flugbewegungen stattgefunden, davon 5.559 lokale Bewegungen, 15.998 Zwischenlandungen, 4.133 Air-Taxi-Flüge und 170 Frachtflüge und 170.409 militärische Flüge. 109 einmotorige und 6 zweimotorige Flugzeuge, 4 Jetflugzeuge und 1 Helikopter waren 2018 hier stationiert.
Die wichtigste Fluggesellschaft für den Flughafen ist heute Southern Airways Express.